# Monticello (Misisipi)
Monticello es un pueblo ubicado en el estado de Misisipi, en los Estados Unidos. Es sede del condado de Lawrence. En el año 2000 tiene una población de 1.726 habitantes en una superficie de 8.6 km², con una densidad poblacional de 204,8 personas por km². 

## Geografía
Monticello se encuentra ubicado en las coordenadas 31°33′15″N 90°6′36″O / 31.55417, -90.11000. Según la Oficina del Censo, el pueblo tiene un área total de 8,6 km² (3,3 mi²), de la cual 8,4 km² (3,2 mi²) es tierra y 0,2 km² (0,1 mi²) es agua.

## Demografía
Para el censo de 2000, había 1.726 personas, 690 hogares y 451 familias en la ciudad. La densidad de población era 204,8 hab/km².
En el 2000 la renta per cápita promedia del hogar era de $ 27.109 y el ingreso promedio para una familia era de $40.063. El ingreso per cápita para la localidad era de $16.013. En 2000 los hombres tenían un ingreso per cápita de $36.429 contra $16.538 para las mujeres. Alrededor del 27,8% de la población estaba bajo el umbral de pobreza nacional. 